# Lycodapus australis
Lycodapus australis är en fiskart som beskrevs av Norman, 1937. Lycodapus australis ingår i släktet Lycodapus och familjen tånglakefiskar. Inga underarter finns listade i Catalogue of Life.